# صفوان بن عيسى الزهري
أبو محمد صفوان بن عيسى القرشي الزهري البصري القسام. توفي عام 198 هـ أو 200 هـ. أحد العلماء ومن رواة الحديث عند أهل السنة والجماعة. كان من أهل البصرة وتوفيّ بها في خلافة عبد الله بن هارون. قال أحمد بن صالح العجلي: «بصري ثقة.» ذكره ابن حبان في الثقات وقال: «كان من خيار عباد الله.» وقال ابن سعد: «كان ثقة صالحا.»

## شيوخه وتلاميذه
- شيوخه ومن روى عنهم:

حدث عن: يزيد بن أبي عبيد، وابن عجلان، وثور بن يزيد، ومعمر بن راشد، وجماعة.
- تلاميذه ومن روى عنه:

وعنه: أحمد بن حنبل، وإسحاق بن راهويه، وعبد الله بن صالح العجلي، وأبو حفص الفلاس وأبو قدامة السرخسي ومحمد بن يحيى الذهلي وآخرون.